# يوم ساحوق
يوم ساحوق غزت بنو ذبيان بني عامر وهم بساحوق على ذبيان سنان بن أبي حارثة المري، وقد جهزهم وأعطاهم الخيل والإبل وزودهم، فأصابوا نعما كثيرة وعادوا، فلحقتهم بنو عامر واقتتلوا قتالا شديدا. ثم انهزمت بنو عامر وأصيب منهم رجال وركبوا الفلاة، فهلك أكثرهم عطشا، وكان الحر شديدا، وجعلت ذبيان تدرك الرجل منهم فيقولون له : قف ولك نفسك وضع سلاحك، فيفعل. وكان يوما عظيما على عامر،وانهزمعامر بن الطفيل وأخوه الحكم، ثم إن الحكم ضعف وخاف أن يؤسر، فجعل في عنقه حبلا وصعد إلى شجرة وشده ودلى نفسه فاختنق، وفعل مثله رجل من بني غني، فلما ألقى نفسه ندم فاضطرب فأدركوه وخلصوه وعيروه بجزعه وقال عروة بن الورد العبسي في ذلك :
ونحن صبحنا عامرا  في ديارها علالة أرماح وضربا مذكرا
    بكل رقاق الشفرتين مهند
ولدن من الخطي قد طر أسمرا     عجبت لهم إذ يخنقون نفوسهم
ومقتلهم تحت الوغى كان أجدرا